# 884
884(팔백팔십사)는 883보다 크고 885보다 작은 자연수다.

## 수학
- 합성수로, 그 약수는 총 12개다. (1, 2, 4, 13, 17, 26, 34, 52, 68, 221, 442, 884)
  - 884의 진약수의 합은 880이므로, 884는 부족수다.
- 자릿수 제곱합이 제곱수인 72번째 자연수다. 이 성질을 지닌 앞의 수는 860, 다음 수는 900이다. (OEIS의 수열 A175396)
  - {\displaystyle 8^{2}+8^{2}+4^{2}=64+64+16=144=12^{2}}
- {\displaystyle 884=20^{2}+22^{2}}
  - 연속하는 두 짝수의 제곱합으로 나타낼 수 있으며, 이 성질을 지닌 앞의 수는 724, 다음 수는 1060이다.

## 과학
- NGC 884: 페르세우스자리 방향에 있는 산개성단.
- 884 프리아무스(영어판): 소행성.

## 군사
- U-884(영어판): 제2차 세계 대전에 사용된 나치 독일의 군용 잠수함.
- 884 해군 항공대(영어판): 과거 존재한 영국의 해군 항공대.

## 문화유산
- 대한민국의 보물 제884호: 삼안총

## 기타
- 연도: 884년, 기원전 884년